# Gears of War
Gears of War è uno sparatutto in terza persona sviluppato da Epic Games per la console Xbox 360, il primo della serie Gears of War. Il gioco utilizza la tecnologia dell'Unreal Engine 3.0 ed è stato pubblicato da Microsoft Game Studios: è uno dei giochi che supportano le librerie DirectX 10. In Italia è stato distribuito per il 17 novembre 2006 (come nel resto d'Europa eccetto che in Germania, dove la Microsoft Game Studios non ha pubblicato il gioco dopo che gli è stato negato il rating).
Negli USA è stato distribuito il 7 novembre 2006 in negozi selezionati, mentre è stato messo in vendita nei principali rivenditori americani il 12 novembre 2006. È stata inoltre pubblicata una “Limited Collector's Edition”, che include un disco con contenuti bonus ed un art book intitolato Bellezza distrutta che spiega in dettaglio gran parte del retroscena della storia del gioco.
Gears of War si incentra sui soldati della Squadra Delta che combattono per salvare gli umani che abitano sul pianeta immaginario Sera da un nemico implacabile sotterraneo conosciuto come L'Orda di Locuste. Il giocatore assume il ruolo di Marcus Fenix, un ex detenuto e un soldato dedito alla guerra. Nella modalità cooperativa, il secondo giocatore gioca nel ruolo dell'amico di Fenix, anch'egli soldato, Dominic Santiago (Dom). I due soldati si uniscono alla Squadra Delta e si battono contro L'Orda Delle Locuste attraverso il corso di una campagna di gioco basata sull'azione.
Il gioco ha guadagnato il successo subito dopo la sua pubblicazione. Il 7 novembre 2006 Gears of War è diventato il gioco più apprezzato sul servizio Xbox Live, scavalcando Halo 2, che era rimasto incontrastato sin dal suo lancio nel novembre 2004. È stato nominato “Gioco dell'Anno” da GameSpot. Al 19 gennaio 2007, dopo sole dieci settimane dopo il suo debutto, sono state vendute oltre tre milioni di copie del gioco. Il secondo episodio, Gears of War 2, è uscito a novembre 2008. All'E3 2015 viene annunciata una versione rimasterizzata del gioco per Xbox One e PC intitolata Gears of War: Ultimate Edition, mentre un remake completo chiamato Gears of War: Reloaded è previsto per il 2025 su Xbox Series X/S, PlayStation 5 e PC.
La colonna sonora Mad World che si sente nella pubblicità è suonata da Gary Jules ed è una cover della canzone, con il medesimo titolo, dei Tears for Fears.

## Modalità di gioco
A differenza dei precedenti lavori di Epic Games, che erano sparatutto in prima persona, Gears of War è uno sparatutto in terza persona con visuale "sopra la spalla". Questo tipo di impostazione si riflette nel gameplay dato che Gears of War si concentra principalmente su tattiche basate sulla copertura e sui comandi dati dai/ai compagni di squadra con armi limitate piuttosto che sulla forza bruta.
Epic Games ha dato grande rilievo alla copertura e ai livelli di difficoltà più elevati, in cui essere esposti al fuoco nemico, anche solo per pochi secondi, porta quasi sempre a morte. Quando si è dietro un riparo, i giocatori possono decidere di mirare con attenzione con le loro armi o di sparare alla cieca senza esporsi per evitare i danni che si avrebbero mostrando la loro testa fuori dal riparo. I giocatori hanno a loro disposizione un ampio assortimento di manovre di rotolamento e di copertura, azionabili con la pressione di un singolo tasto. La possibilità di effettuare certe manovre è indicata dalle icone sensibili al contesto che appaiono nella parte bassa dello schermo. Il gioco include inoltre comandi per lo sprint, conosciuto anche come ‘‘roadie run, per il rotolamento, e l'abilità di saltare al di là di piccoli muri. La ‘‘roadie run è una corsa da accovacciati, che può aiutare ad attraversare velocemente un terreno di battaglia non riparato e che rende i personaggi più difficili da bersagliare. Durante una roadie run, la camera si abbassa verso il terreno e ondeggia notevolmente, come se fosse tenuta in mano da un'altra persona che corre dietro il giocatore.
Gears of War presenta pochi tipi di armi, che ricalcano i set di armi degli altri sparatutto: fucili d'assalto, fucili a pompa, pistole e fucili di precisione. Una delle armi degne di nota è l'arma da fuoco disegnata per questo gioco, il Lancer (un fucile d'assalto con una motosega come baionetta). Quest'arma fornisce al giocatore la capacità di tagliare i nemici a metà, uccidendoli in un solo colpo. Altre armi molto potenti presenti nel gioco sono: l'arco Torque (un arco elastico meccanico ad alta tecnologia che lancia frecce esplosive), il Lanciagranate, il fucile da cecchino e il Martello dell'Alba, un dispositivo di individuazione per un potente cannone orbitale a particelle che può essere usato solamente all'aperto. Tutte le armi possono essere usate per colpire duramente un avversario a distanza da mischia (ad eccezione del Lancer, che usa la sopracitata baionetta-motosega). Sono inoltre a disposizione del giocatore sia granate a frammentazione sia quelle fumogene (solo nella modalità multiplayer) che possono essere lanciate, ma che possono anche essere attaccate su un avversario a mano purché a distanza ravvicinata. Nelle missioni single-player solitamente le armi sono le stesse che si è scelto di portarsi appresso dalle missioni precedenti, mentre negli incontri multiplayer l'equipaggiamento iniziale è composto da granate fumogene, fucile d'assalto Lancer, pistola Snub, e fucile a pompa Gnasher, con altre armi più potenti che sono sparse in luoghi strategici sulla mappa (l'host può però decidere di “randomizzare” questi luoghi). Le armi e le munizioni gettate o lasciate a terra possono essere raccolte dal giocatore, ma questo può portare in qualsiasi momento con sé solamente un tipo di granata, un tipo di arma secondaria e due tipi delle classi di armi rimanenti.
Una componente del gameplay che esiste solo in Gears of War, la Ricarica Attiva, comporta lo spingere un tasto sul controller per iniziare la ricarica dell'arma e premerlo ancora al momento giusto per ricaricare velocemente l'arma. Ci sono tre possibilità come risultato del secondo colpetto sul bottone di ricarica: perfetto, buono e sbagliato. Se calcolata perfettamente, la ricarica durerà meno di un secondo e tutti i proiettili ricaricati causeranno un danno leggermente maggiore. Se calcolata bene, la ricarica durerà semplicemente meno tempo. Se calcolata male, l'arma si incepperà per un momento e il processo di ricarica durerà più a lungo che se non si fosse provata la Ricarica Attiva.
Invece di una barra della salute che si trova in molti sparatutto in prima persona, Gears of War utilizza il Crimson Omen (presagio cremisi), un'icona col simbolo dei COG (a forma di ingranaggio) che si riempie di sangue per rappresentare il danno. Se c'è una lieve comparsa dell'Omen sullo schermo, questo sta ad indicare che il giocatore ha subito piccole ferite. Quando l'Omen diventa più definito, ciò sta ad indicare che il giocatore ha subito gravi danni. Quando compare un teschio dentro il simbolo, il personaggio viene reso incapace di fare qualsiasi cosa: nella modalità single-player, ciò rappresenta la morte per il giocatore e la fine del gioco, mentre nel multiplayer (sia in modalità co-op che in quella competitiva) un altro membro della squadra può cercare di rianimare il giocatore.  Un giocatore abbattuto in alcune modalità di competizione (es:Esecuzione) può anche cercare di ristabilirsi da sé dall'inabilità premendo rapidamente il bottone (A) per alcuni secondi, anche se durante questo lasso di tempo il nemico può porre fine brutalmente alla vita del giocatore usando la baionetta a motosega, colpendo la testa del giocatore col calcio di un'arma, eseguendo la tecnica del "collo spezzato" (curb stomp in inglese), o anche con un “headshot” (colpo preciso alla testa).  Se il giocatore ha subito danni ma non è stato reso inabile, il danno può essere guarito stando fuori dalla linea di fuoco per un breve periodo, facendo così scomparire lentamente l'Omen.
Ci sono 57 “Obiettivi” che possono essere sbloccati durante il gameplay. Questi “Obiettivi” possono essere sbloccati sia nel single player, sia giocando a 2 giocatori in modalità co-op come Dom Santiago, o nei match “ranked”.

## Storia
Gears of War prende luogo in un pianeta di nome Sera, abitato da umani superstiti di una civiltà un tempo gloriosa. Per un secolo, comunque, essi combatterono tra loro. Infine conobbero il silenzio della pace che ricoprì la terra. La situazione rimase così fino alla scoperta dell'Imulsion, un fluido fosforescente a bassa viscosità: esso fu scoperto da una trivella petrolifera, ma fu inutilizzabile fino a che la Dr. Helen Cooper creò il Processo Lightmass, che permise la produzione di energia a basso costo. Ben presto l'economia mondiale crollò a causa del bassissimo prezzo di questa nuova fonte di energia e a causa dell'eliminazione della necessità di idrocarburi e di energia nucleare. I pochi Paesi che avevano una sovrabbondanza di Imulsion sotto i loro piedi si ritrovarono presto in guerra contro nazioni che non erano così fortunate da disporne, ed in questo modo iniziarono le Pendulum Wars. Durante la guerra dei settantanove anni, la Coalition of Ordered Governments (in italiano Coalizione dei Governi Organizzati), o COG, divenne un partito politico minore legittimo. Il partito, fondato molto prima delle Pendulum Wars dal socialista fanatico Alexiy Desipich, era basato su un'oscura filosofia.
Le Pendulum Wars finirono in quello che viene oggi chiamato Giorno dell'Emersione. In meno di ventiquattr'ore, una feroce specie conosciuta come Locuste spuntò dalle viscere della terra e attaccò tutte le più grandi città su Sera. Quando le forze umane collaborarono per formare una difesa efficace, era ormai troppo tardi. L'Orda di Locuste aveva già preso il controllo della maggior parte dei centri urbani, militari e industriali del mondo. Persero la vita centinaia di milioni di persone, circa un quarto della popolazione di Sera. I COG presero la faccenda nelle loro mani e riapprovarono il Fortification Act, permettendo di utilizzare la legge marziale su tutti i sopravvissuti rimanenti dall'invasione iniziale. A tutti i superstiti fu ordinato di evacuare verso l'Altopiano di Jacinto, un rifugio sicuro che l'Orda di Locuste non poteva penetrare da sottoterra a causa dello spesso strato di granito presente. Ai sopravvissuti che non poterono raggiungere l'altopiano furono poste le seguenti scuse: "Per quei cittadini che non possono raggiungere Jacinto, la Coalizione apprezza il vostro sacrificio. Scusateci per favore, questo è il solo modo". Furono impiegate armi laser, chimiche e orbitali a particelle seguendo la strategia della "terra bruciata" per negare all'Orda di Locuste la sopravvivenza in superficie, forzandoli a rimanere nei loro labirinti sotterranei. Questa guerra continuò per altri quattordici anni.
Intorno al decimo anno, Jacinto venne fortificata in una fortezza inespugnabile. Le sue città un tempo magnifiche, invidiate per la loro bellezza, furono presto convertite in piattaforme militari di difesa. Le fenditure naturali dell'altopiano e i sistemi di servizio furono distrutti o riempiti con gas nervino per ritardare l'inevitabile attacco dell'Orda delle Locuste. Le persone che non raggiunsero la Jacinto Valley, ma che sopravvissero, furono chiamate Stranded (in italiano Bloccati, tradotto nella versione italiana come "Arenati"). Gli "Arenati" vivono in condizioni orribili e sono malnutriti, e devono difendersi da soli. Quando l'Orda di Locuste iniziò il suo attacco su Jacinto, Marcus Fenix abbandonò la sua postazione in risposta ad una chiamata di soccorso fatta da suo padre, un rinomato scienziato, all'Accademia della Barricata Est, ma arrivò troppo tardi per salvarlo. Al suo processo nella Casa dei Sovrani, Marcus fu incriminato per omissione di doveri d'ufficio, codardia e mancato rispetto degli ordini. Esentato dall'esecuzione a causa dei suoi turni di servizio esemplari durante le Pendulum Wars e grazie alla deposizione del suo amico Dominic Santiago, egli fu invece imprigionato. Anni più avanti, i COG si ritrovarono a corto di soldati da arruolare, così reclutarono uomini da fonti non tradizionali: gli infermi, i giovani e i condannati. Marcus Fenix fu graziato, e fu liberato dal suo amico Dominic Santiago. Poco dopo l'Orda di Locuste invase la sua prigione. La campagna di Gears of War inizia qui.

### Personaggi
Gears of War si concentra principalmente sui personaggi della Squadra Delta e sui loro scontri con l'Orda delle Locuste. I membri della Squadra Delta cambiano per tutto il primo atto, e consistono prima di Min Young Kim, Anthony Carmine, Marcus Fenix e il suo miglior amico Dominic Santiago (Dom), ma durante gli ultimi quattro atti del gioco, la Squadra Delta è formata dall'ex detenuto Marcus, Dominic (o anche solo Dom), e dal dinamico duo composto da Augustus "Cole Train" Cole e Damon Baird. I giocatori assumono il controllo di Marcus Fenix, appena liberato da Dominic Santiago (controllato da un secondo giocatore in modalità co-op) dal Penitenziario di Massima Sicurezza di Jacinto. Nella modalità multiplayer dalla parte COG si può scegliere tra tutti i personaggi della Squadra Delta, ed in più anche Victor Hoffman.
Nella versione americana del gioco alcuni personaggi sono stati doppiati da icone della cultura popolare. Marcus Fenix ha la voce di John DiMaggio, meglio conosciuto per la voce di Bender in Futurama, e Augustus "Cole Train" Cole è doppiato da Lester "The Mighty Rasta" Speight, che interpreta il "Terribile" Terry Tate, il "Pain Train", nelle pubblicità di Office Linebacker fatte per la Reebok. Il personaggio di Cole è chiaramente basato sulle caratteristiche e sugli slogan del personaggio di Tate.

### Trama
Atto 1: Ceneri - Il gioco ha inizio 14 anni dopo l'E-Day (Emergence Day, tradotto in italiano come giorno dell'emersione), Marcus Fenix e il suo amico Dominic Dom Santiago,  reclusi in un penitenziario di Jacinto, sono due dei destinatari della grazia concessa a tutti i carcerati e fuggono, in corrispondenza di un'invasione di locuste (incluso un Corpser), e raggiungono un elicottero militare.
Sull'elicottero il tenente Kim e la copilota Anya rivelano la destinazione, mentre Marcus viene idolatrato dal soldato Carmine (per il suo ruolo nella battaglia di Asphyo Fields) ed insultato da Hoffman, ritenenuto indegno di indossare la divisa.
Hoffman rivela ai presenti di possedere uno speciale ordigno (definito "solare") in grado di sterminare tutte le locuste sotterranee, da far detonare nelle loro gallerie, che richiede un risonatore in mano alla squadra Alpha,  dispersa nell'altopiano.
La squadra, che prenderà il nome di "Delta", si incamminerà verso gli ultimi punti di Trasmissione Radio Alpha, e dopo la morte di Carmine  (ucciso da un cecchino), salveranno uno degli Alpha, Augustus Cole, rimasto separato dai suoi compagni: l'uomo lamenterá che i Seeders (locuste giganti insettoidi) con i loro Nemacyst (locuste volanti che escono dalla bocca dei Seeders) intralciano le comunicazioni: tre Seeders verranno eliminati col Martello dell'alba (arma satellitare, utilizzabile solo all'aperto, con cielo sgombro e satellite in posizione) e via radio un Alpha di nome "Baird" li informa che sono asserragliati nella tomba e sono bloccati dalle locuste.
Il gruppo Alpha viene localizzato e liberato, ma un elicottero sopraggiunto per la fuga viene abbattuto da un Nemacyst, lasciando gli umani in balia di un'orda di Locuste: durante l'attacco, il generale delle Locuste Raam uccide Kim sotto gli occhi atterriti di Marcus.
Gli Alpha (ormai ridotti ai soli Cole e Baird) e i Delta si asserragliano in una tomba e con difficoltà sconfiggono un enorme mostro antropomorfo (Berserker).
Atto 2: Notte spaventosa - Dom suggerisce che la via più veloce per raggiungere il punto di detonazione sarebbe prendere in prestito un APC da un arenato di nome Franklin, che deve un favore a Dom per affari passati. Dopo aver raggiunto il campo, Franklin accetta con riluttanza, a condizione che Cole e Baird rimangano al campo degli arenati per aiutarli a difendersi contro le Locuste ma per farlo devono raggiungere un punto di sosta. Marcus e Dom si dirigono verso la città in rovina non appena scende la notte, facendo uscire fuori le creature carnivore (note come Kryll) simili a pipistrelli che attaccano qualsiasi cosa presente nell'oscurità (non prima che abbiano sbranato un gruppo di arenati). I due combattono contro le forze delle Locuste per raggiungere la stazione di rifornimento dove si trova il veicolo APC, e una volta lì lo prendono ritornando indietro al campo, difendendosi dai Kryll con una luce ultravioletta equipaggiata sullo Junker che può uccidere i Kryll. I due ritornano giusto in tempo al campo degli arenati per aiutare a difenderlo da un grande assalto di Locuste. Quando la situazione si è ristabilita, il team va avanti verso l'impianto di estrazione con il Junker.
Atto 3: La pancia della bestia - La Squadra Delta raggiunge i sobborghi dell'impianto di estrazione proprio quando l'APC va in panne. Si incamminano dunque a piedi verso l'installazione abbandonata e nelle gallerie di estrazione dell'Imulsion (in tale occasione incontreranno degli Abietti splendenti) e dirigendosi verso un punto predeterminato dove il Risonatore della squadra Alpha dovrebbe avere massimo effetto, difendendosi al contempo contro i continui attacchi delle Locuste e di un Cosper gigante Il Risonatore viene attivato e il gruppo torna fuggendo appena in tempo sulla superficie. Sfortunatamente, il team viene presto informato dal Quartier generale che le informazioni raccolte dall'esplosione del Risonatore sono troppo limitate per essere utili per la Bomba Solare. Comunque, un dispositivo trovato da Baird sembra già contenere una mappa quasi completa del sistema di gallerie, con informazioni che si ricollegano col padre di Marcus e la sua abitazione nell'Accademia della Barricata Est.
Atto 4: Il ritorno - La Squadra Delta viaggia su un elicottero Raven verso l'Accademia della Barricata Est, ora in rovina e presidiata da Locuste, e un altro elicottero viene abbattuto da un attacco di Nemacyst (spore aeree nel cielo). Il team viene lasciato appena fuori l'Accademia ed è costretto a combattere contro un gran numero di Locuste per raggiungere la villa dove viveva il padre di Marcus. Dopo che Marcus e Dom si sono imbattuti in un Berseker dentro un conservatorio, Cole e Baird scoprono un altro APC che necessita di riparazioni sul retro della casa, e si affrettano per ripararlo mentre Marcus e Dom perlustrano la casa alla ricerca delle informazioni. Dopo aver trovato il laboratorio nascosto nel seminterrato lasciano il loro robot Jack a scaricare le informazioni mentre loro difendono la casa contro ondate di Locuste. Appena Jack ha finito di scaricare le mappe delle gallerie, i due soldati corrono verso l'APC appena riparato dietro la villa con una gigantesca Locusta simile ad un rettile chiamata Brumak, con lanciamissili e cannoni montati su braccia e schiena che li sta già caricando. La squadra e Jack raggiungono l'APC appena prima che il Brumak sfondi la villa, riuscendo a scappare dal mostro.
Atto 5: Disperazione - La squadra ora si precipita verso la stazione dei treni per salire sul Tyro Pillar, un treno merci corazzato che trasporta la Bomba Solare alla sua testa. Per raggiungere la stazione però devono abbassare un ponte privo di energia elettrica, perciò Marcus e Dom sono costretti ad affrontare numerose Locuste e uccidere il Brumak folgorandolo con i cavi elettrici, usandolo così per ripristinare l'energia del ponte (questa parte di storia è presente solo nella versione per pc). Le Locuste attaccano i soldati alla stazione e impediscono a Cole e Baird di saltare sul treno quando arriva sfrecciando, lasciando solamente Marcus e Dom a combattere per arrivare alla testa del treno mentre esso viaggia attraverso le terre distrutte verso la fortezza delle Locuste. Sfortunatamente essi si imbattono nel generale Raam alla testa del treno ma i due riescono a sconfiggerlo. Mentre il treno va a tutta velocità avvicinandosi rapidamente ad un ponte distrutto, Marcus carica le informazioni sulle gallerie nella Bomba Solare, la attiva, e scappa dal treno saltando su un elicottero Raven, con l'aiuto di Dom e Cole. Hoffman li aiuta prima che il treno cada dai binari dentro l'Imulsion presente sotto. Le bombe solari vengono lanciate dentro le gallerie delle Locuste sottostanti, sradicando con successo la maggior parte di un'importante fortezza delle Locuste. La voce di Hoffman più avanti annuncia la loro vittoria al resto del mondo, ma la voce ossessionante di ciò che si presume sia la Regina delle Locuste indica chiaramente al giocatore che le Locuste non sono state sconfitte e contrattaccheranno.

## Multiplayer
Gears of War supporta sia lo split-screen che il normale multiplayer su Xbox Live che il link fra due console. Ci sono due modalità multiplayer in Gears of War, quella Cooperativa e quella Versus. Il multiplayer aggiunge anche lo stato "downed", che è simile ai compagni rimasti feriti a terra che il giocatore deve aiutare nelle missioni single-player. Quando un giocatore è stato troppo danneggiato dal nemico, il personaggio diventa incapace di muoversi o sparare invece di morire all'istante. Il giocatore rimane in questo stato finché non si dissangua e muore, viene ucciso dal nemico o è rimesso in vita da un altro giocatore. Comunque nei casi in cui il danno è grave poiché causa mutilazione o disintegrazione del corpo (ad esempio con attacchi con la motosega, spari col fucile a pompa da breve distanza, colpi esplosivi, headshot con il fucile da cecchino o esplosioni da granate), il giocatore muore immediatamente.

### Modalità cooperativa
La modalità cooperativa nel multiplayer di Gears of War permette a due giocatori di giocare il gioco dall'inizio alla fine. Il gioco offre la possibilità di invitare giocatori sulla friends list dell'utente ed inserirli all'istante (si chiama modalità di gioco "Drop in, Drop out") nella partita del giocatore per dargli una mano.Gears of War sceglie il personaggio di ogni giocatore a seconda di certi fattori. Il primo giocatore o host del gioco multiplayer impersona Marcus Fenix (il personaggio principale), mentre il secondo giocatore diventa Dominic Santiago, il miglior amico di Marcus.
La modalità co-op è differente dal gioco single-player per alcune caratteristiche. Sulle sezioni dei livelli di gioco che offrono percorsi multipli, il primo giocatore sceglie il suo percorso e di fatto manda l'altro giocatore nell'altro. Entrambi i giocatori sono separati ed ognuno affronta parti separate del livello. Se uno dei giocatori viene abbattuto mentre è su uno di questi percorsi divisi, entrambi i personaggi rincominceranno dal precedente checkpoint, mentre al di fuori di questi percorsi i giocatori possono rianimarsi l'un l'altro ed usare manovre di fiancheggiamento uniche impossibili da eseguire con l'IA.

### Modalità Versus
Qui il multiplayer è basato sulla squadra, supporta fino a otto giocatori (quattro COG vs. quattro Locuste) che prendono parte a battaglie su Xbox Live o attraverso il collegamento di due console (System Link). Nella modalità versus, gli incontri sono formati da vari round. Ogni giocatore inizia ogni round con lo stesso set standard di armi, ma oggetti da guerra più potenti sono disseminati in ogni mappa e bisogna competere con le squadre avversarie per averle. Il team che ha vinto il maggior numero di round alla fine dell'incontro vince.
Ci sono due tipi di incontri in modalità versus, player matches e ranked matches.
- Le Partite personalizzate non hanno effetto sulle posizioni delle classifiche e permettono agli utenti di invitare amici o usare la modalità split-screen.
- Le Partite classificate tengono traccia delle statistiche del giocatore, danno ai giocatori una 'posizione' nella classifica di Gears of War, proibiscono gli inviti e non possono essere giocati in modalità split-screen.

Sono stati sviluppati tre tipi di modalità versus: Zona di Guerra, Assassinio, Esecuzione, ma con il nuovo aggiornamento è presente anche la modalità Annex.
- Zona di Guerra segue principalmente l'archetipo standard del Deathmatch di squadra, con ogni squadra che cerca di eliminare l'altra. Quando i giocatori sono a terra possono tornare vivi solo quando un alleato li rianima. Il tempo di "dissanguamento" ("bleed out" in inglese") può essere impostato da 5 a 60 secondi. Questo è il lasso di tempo in cui la persona sopravviverà dopo essere stata abbattuta prima di morire per perdita di sangue. I giocatori morti tornano in gioco dopo la fine del round.
- Esecuzione è molto simile a Zona di Guerra, ad eccezione del fatto che quando un avversario è a terra, il team avversario deve finirlo usando certe "fatality" violente. Se la squadra avversaria non riesce a distruggere il giocatore a terra durante il tempo assegnato, il giocatore si rianimerà e ritornerà a essere ancora una minaccia. Il tempo di dissanguamento è qui applicato al contrario, ovvero è indicativa del tempo che il giocatore a terra impiega per rialzarsi senza che nessuno lo aiuti o lo uccida prima. I giocatori morti tornano in gioco dopo la fine del round.
- Assassinio richiede che i team si focalizzino sul leader designato dell'altra squadra mentre proteggono il proprio. Il leader è l'unico giocatore che può raccogliere armi durante il gioco all'inizio. Ad ogni modo, se il leader raccoglie un'arma e la getta, il resto del suo team può raccoglierla. Se un giocatore che non sia il leader uccide il personaggio leader dell'altra squadra, quel giocatore diventa il nuovo leader della sua squadra al successivo round.
- Annex l'obiettivo di questa modalità è conquistare e difendere zone per accumulare punti sufficienti affinché un team vinca il round. Ogni secondo che si sta nella zona indicata si fa guadagnare un punto alla propria squadra. Ogni mappa ha dai due ai cinque obiettivi disponibili, questi punti chiave vanno controllati per almeno 60 secondi (anche non consecutivi) dando quindi 60 punti potenziali al team che mantiene la zona, dopo che una zona ha consumato i suoi 60 punti ne viene attivata un'altra a random. Se si muore si rinasce dopo 15 secondi nella propria base. Quando si finisce a terra valgono le regole della Zona di Guerra.
- Re della collina si basa sul gioco di squadra per il controllo di una singola zona usata per accumulare i punti essenziali per vincere il round. Similmente ad Annex, i team devono mantenere il controllo e la posizione della zona a forma circolare per fare i punti. I nemici che sono a terra possono essere eliminati seguendo le regole della modalità Esecuzione, usando una "fatality". La differenza maggiore con la modalità Annex quindi è la presenza di una sola zona chiave in tutta la mappa. (Questa modalità è presente solo sul gioco per pc, non sul gioco per xbox 360)

## Accoglienza
Prima della pubblicazione del gioco, Gears of War era stato previsto come il più importante gioco per Xbox 360 del 2006. Il gioco d'azione in terza persona ricevette una moltitudine di premi all'E3 anche prima della distribuzione del gioco. Secondo il Vice Presidente di Microsoft Game Studios  Shane Kim, le vendite in preordine di Gears of War risultavano seconde solo ad Halo 2 nella storia degli Studios. Gears of War è stato anche il primo gioco per Xbox o Xbox 360 ad andare esaurito e raggiungere le classifiche top ten in Giappone.
Al momento della sua distribuzione, Gears of War ha ricevuto recensioni unanimemente positive dai critici, con un punteggio medio su Metacritic e Game Rankings del 94%, ottenendo lo stesso numero di voti di The Elder Scrolls IV - Oblivion per il gioco per Xbox 360 maggiormente classificato. Il gioco ha anche ricevuto punteggi di 9.4/10 da IGN, 9.6/10 da GameSpot, un 10/10 da Official Xbox Magazine, e 4.75/5 da GamePro.
Gears of War ha ricevuto numerosi riconoscimenti:
| - Best of 2006 di IGN - Gioco dell'Anno per Xbox 360 - Miglior Gioco d'Azione - Miglior Gioco d'Azione per Xbox 360 - Miglior Tecnologia Grafica - Miglior Tecnologia Grafica per Xbox 360 - Miglior Sviluppatore per Xbox 360 (Epic Games) - Spike Video Game Awards del 2006 - Miglior Gioco Multiplayer - Miglior Sparatutto - Migliore Grafica - Miglior Studio (Epic Games) - Interactive Achievement Awards del 2006 - Gioco dell'Anno - Animazione - Performance del Personaggio Maschile - Composizione di musica originale - Design del Suono - Gioco per Console dell'Anno - Miglior gioco di Azione/Avventura per Console - IEAA Awards - Gioco dell'Anno Xbox 360 Samsung - Gamespot AU Editor's Choice Award - GAME 1 Ultimate Game of the Year | - GameSpot's Best and Worst del 2006 - Gioco dell'Anno - Miglior Gioco per Xbox 360 - Miglior Grafica, Tecnica - Migliori Nuovi Personaggi (Delta Squad) - Miglior Gioco Multiplayer - Best Shooter - Official Xbox Magazine - Gioco dell'Anno per Xbox 360 - Sviluppatore dell'Anno Epic Games - Nemico dell'Anno Berserker - Miglior Studio (Epic Games) - D.I.C.E 07 - Gioco dell'Anno Generale - Gioco per Console dell'Anno - Eccellente Realizzazione dell'Animazione - Eccellente Realizzazione della Direzione Artistica - Eccellente Realizzazione della Performance Maschile - Eccellente Realizzazione del Gioco Online - Eccellente Realizzazione dell'Ingegneria Grafica - Gioco d'Azione/Avventura dell'Anno |  |

## Sviluppi futuri
Notizie sul futuro del titolo sono emerse a più riprese dopo la pubblicazione del gioco. Pc Gamer ha pubblicato per caso un'immagine durante il periodo di festa del 2006 dove Gears of War può essere visto in esposizione con l'etichetta Games for Windows, cosa che ha portato a sospettare che Gears of War sarebbe stato pubblicato anche per PC; ad ogni modo più tardi è stato dichiarato che l'immagine era un fotomontaggio. Alcune immagini, che probabilmente sono trapelate senza il consenso, sono state pubblicate il 4 febbraio 2007, portando ancora più sospetti su una versione PC di Gears of War. In un'intervista con il sito di fan Xbox “Team Xbox”, Mark Rein ha dichiarato che il gioco alla fine sarebbe stato portato anche su PC, ma che Epic non era al momento pronta per farlo uscire in quel formato. Nell'ottobre del 2007 è stato reso noto che il gioco per i sistemi Windows sarebbe stato reso disponibile il 6 novembre in Nord America e il 9 novembre in Europa. Questa versione includerà cinque nuovi capitoli per la modalità a singolo giocatore e tre nuove mappe per la modalità multiplayer.
Il capo disegnatore di Gears of War Cliff Bleszinski ha dichiarato di sperare che il gioco diventi anche una graphic novel e alla fine un film. Il 21 novembre 2006, il Vicepresidente del Global Marketing di Microsoft Corporate e di Interactive Entertainment Business Jeff Bell ha dichiarato che Gears of War è il primo episodio di una trilogia, attraverso sequenze sull'E-Day e la Battaglia di Jacinto, così come informazioni su Adam Fenix e le sue ricerche (che il protagonista trova già in questo capitolo). Il Vicepresidente di Epic Games Mark Rein ha postato un messaggio sul forum ufficiale di Gears of War in cui dichiara che "Non è finita fino a che c'è ancora divertimento", e dal suo punto di vista, Gears of War diventerà il prossimo Halo in termini di popolarità.
Epic Games inoltre distribuirà nuovi contenuti per Gears of War disponibili per il download su Xbox 360. La produzione di questi inizierà ad agosto 2006. Questi aggiornamenti saranno gratis secondo quanto ha dichiarato il Presidente di Epic Games Mike Capps. Il primo di questi aggiornamenti è stato pubblicato su Xbox Live il 9 gennaio 2007, e due nuove mappe sono state pubblicate il giorno seguente, il 10 gennaio 2007. Le due mappe rispecchiano degli scenari di ambientazioni tratte dalla storyline del gioco, e prendono il nome di Raven Down e Old Bones, in cui i Gears combattono le Locuste, rispettivamente, in un sito di schianto di un elicottero King Raven e in un museo. Un altro aggiornamento per Gears of War è stato pubblicato il 22 gennaio 2007, il quale, secondo Marc Rein di Epic Games, risolve alcuni problemi di compatibilità con la pubblicazione di Gears of War in Giappone, ma non cambia nessuna caratteristica di gioco o di funzionalità.

## Panoramica delle armi

### Armi dei COG
- Fucile d'assalto Lancer: è l'arma più usata dai soldati della Coalizione, automatica e destinata ai combattimenti a media distanza. Viene data al giocatore all'inizio di ogni missione, fatta eccezione della prima, ed è l'arma di default nelle missioni multiplayer. Questo fucile può contenere al massimo 660 colpi, ed è dotato di motosega, sulla parte inferiore della canna, montata a mo' di baionetta. Quando si è molto vicini ad un nemico la si può attivare (tasto "B") e ucciderlo tagliandolo con essa. Questo ad eccezione che il nemico non si accorga della nostra presenza. Infatti basta che un solo proiettile colpisca il soldato COG per provocare lo spegnimento della motesega rendendo vano il suo tentativo di abbattere il nemico. Se invece si riesce nell'intento colpendo l'NPC o un altro giocatore (in multiplayer) con la motosega si acquisisce una momentanea invincibilità, che durerà fino al termine dell'azione. Essendo l'arma standard del gioco, il Lancer è relativamente poco potente e impreciso sulle distanze medio-lunghe se paragonato ad altre armi. Il vantaggio nei confronti dell'Hammerbust delle locuste, è quello che può sparare finché non si svuota il caricatore, mentre il fucile mitragliatore delle locuste ogni 8 colpi avrà una breve pausa.
- Pistola Snub: arma da fuoco standard di tutti i soldati della Coalizione. Ha due modalità di fuoco: colpo singolo e raffica (tenendo premuto il grilletto destro). Questa pistola possiede una limitata capacità di zoom in modo da colpire meglio i nemici lontani. Inoltre se si è molto vicini ad una Locusta o un altro player, due colpi diretti e un colpo in melee uccideranno il nemico. È abbastanza precisa anche sulla media-lunga distanza e possiede una buona potenza di fuoco. Ha solo un difetto, i colpi finiscono molto in fretta.
- Martello dell'alba: il "Martello" come solitamente è chiamato è una delle armi più potenti e limitate del gioco. In mano al giocatore, appare come un puntatore che serve a indirizzare un potente raggio laser particellare sparato da una rete di satelliti artificiali in orbita attorno a Sera. Quando le Locuste invasero la superficie del pianeta, i COG usarono il Martello per distruggere le loro città in modo che le Locuste non se ne impossessassero. Se il segnale del satellite è attivo, questo può facilmente uccidere qualsiasi tipo di nemico, compresi i Berserker e i Seeders con la sola condizione che questi siano all'aperto, in modo che, il laser possa colpirli dallo spazio. Può anche tappare le buche di vermi e la durata del cannone satellitare è di 8 secondi a colpo.
- Fucile da cecchino: ottimo per sparare da lontano, ha munizioni di grosso calibro che possono decapitare la testa di chiunque se il colpo è ben piazzato. Lo zoom è attivabile cliccando la levetta analogica destra. Il fucile è completamente manuale e può sparare solo a colpo singolo. Ha un caricatore per un massimo di 24 colpi.
- Granata a Frammentazione: bomba a mano standard dell'esercito della Coalizione. Nel gioco è possibile lanciarla subito, oppure premendo il grilletto sinistro, è possibile indirizzarla in modo preciso, come per esempio dietro un muro dove si nascondono dei nemici. È inoltre molto utile per chiudere le buche scavate dalle Locuste, in modo da bloccare la loro ascesa in superficie. In un combattimento melee, colpendo un nemico con essa, questa si attaccherà al corpo dell'avversario uccidendolo nell'esplosione.
- Cannone a raggi UV: montato a bordo dell'APC Junker, questo faro alogeno è l'unico mezzo a disposizione dei COG come difesa e attacco contro i Kryll queste locuste volanti infatti, possono essere eliminate soltanto con la luce.

### Armi delle Locuste
- HammerBurst: è l'arma standard per le Locuste. Spara raffiche molto precise di 6 colpi ed è molto più potente (sia come danno che come rapidità di tiro) del Lancer COG. Il caricatore è da 90 colpi e il numero di caricatori trasportabili è 8.  È la prima arma con cui si famigliarizza nel gioco, infatti, sia Dom che Marcus la imbracciano durante il primo livello.
- Pistola Boltok: molto simile a una grossa rivoltella, quest'arma può danneggiare di molto l'avversario colpito, purtroppo è molto lenta, sia nella cadenza di fuoco che nella velocità dei proiettili. Ha un caricatore di 6 colpi e si possono portare solo 2 caricatori. Proprio per la sua bassa velocità di fuoco, i colpi alla testa sono molto rari, e persino nelle partite online vengono effettuati molto raramente.
- Fucile Gnasher: arma a corto raggio simile ad un Fucile a pompa molto efficace negli scontri ravvicinati. È molto potente, infatti mirando alla testa di un avversario si hanno buone possibilità di abbatterlo con un colpo. Il Gnasher ha un caricatore di 7 colpi.
- Boomshot: quest'arma è sostanzialmente un potente lanciagranate. Spara dei pesanti proiettili che esplodono impattando contro un avversario o un ostacolo. Essendo i proiettili molto pesanti, il Boomshot non spara in linea retta, i suoi colpi tendono a descrivere un arco, perciò, se si vuole colpire nemici lontani bisogna alzare parecchio il tiro. Il Boomshot è un'arma a colpo singolo e il giocatore può portare con sé fino a 12 colpi. Di locuste nella campagna solo i Boomer possono trasportare un boomshot.
- Arco Torque: è una delle armi più potenti del gioco, si tratta di un potente ibrido tra un arco ed una balestra che lancia dardi esplosivi. Per far sì che l'arco sia davvero efficace è necessario che la corda sia completamente tirata, altrimenti la potenza della freccia non sarà sufficiente per penetrare la corazza del nemico. Se una Locusta o un altro giocatore vengono colpiti da uno dei dardi, questo nel giro di qualche secondo saranno automaticamente uccisi. Se invece il dardo esploderà vicino al nemico provocherà in lui soltanto un po' di stordimento ed un leggero danno. Uno dei punti negativi di quest'arma è la bassa velocità con la quale si tende la corda e il limite di tempo entro il quale bisogna per forza scoccare la freccia. Se infatti si resta troppo tempo con la corda tesa, la freccia partirà automaticamente, provocando, se scoccata vicino al giocatore la morte dello stesso. Quest'arma è tra tutte quelle presenti nel gioco, la più lenta nel caricarsi, ma è anche quella con cui è più facile fare delle ricariche attive. Se il giocatore sbaglia la ricarica subisce una grossa penalità sul tempo di ricarica. L'Arco Torque è un'arma a singolo colpo e si possono portare fino a 12 dardi esplosivi.

### Arma Fissa Comune
- Troika: si tratta di una potentissima postazione fissa con fucile mitragliatore a doppia canna rotante. La parte anteriore è dotata di scudo metallico protettivo, in modo da proteggere quasi completamente il giocatore o l'NPC che la utilizza. La sua cadenza di fuoco e la potenza dei suoi colpi la rendono letale per qualunque nemico. Le Troike hanno munizioni e tempo di utilizzo illimitate e sono indistruttibili. Il potente fuoco ha però come penalizzazione il fatto che la torretta sulla quale è montata ha un raggio d'azione limitato (inferiore a 180º alto-basso, sinistra-destra) ed un ritrardo iniziale dovuto all'accensione dei motori che azionano la rotazione delle canne. Questa limitazione, fa sì che nei frenetici scontri in multiplayer spesso non venga usata.

### Armi Multiplayer
- Granata fumogena: disponibile solo nel multiplayer, crea una cortina di fumo che nasconde i propri movimenti per qualche secondo, accecando per poco tempo il nemico e a volte anche te.

## I nemici
- Droni: I Droni sono i nemici più comuni di GoW.
- Spotter e Gunner: Due varianti dei Droni, i primi si trovano in prossimità delle Troika, i secondi hanno un elmo che rende meno efficaci gli head-shot.
- Grenadier: Sono molto più pericolosi dei Droni, in quanto armati di Gnasher e di Granate Frag, si riconoscono dal torso nudo.
- Sniper: Sono simili ai Droni ma hanno meno salute e sono equipaggiati con il fucile da cecchino.
- Boomer: Il Boomer è una bestia mastodontica alta circa 2.50 metri ed equipaggiata con il lanciagranate Boomshot, quando sta per sparare urla sempre "BOOM"
- Guardie Theron: Sono la fanteria di élite delle locuste, più intelligenti, più forti e meglio equipaggiati, colpiscono da lontano con l'Arco Torque.
- Wretch/Abietti: Sono un tipo di locusta di piccole dimensioni che attaccano solo corpo a corpo, esistono anche i Dark Wretch o Lambent Wretch che dopo essere stati uccisi esploderanno.
- Seeder: È una bestia simile a un crostaceo della quale sorge solo la parte posteriore del corpo che espelle i Nemacyst, dei proiettili volanti ad altà velocità.
- Kryll: Sono esseri notturni simili a pipistrelli che attaccano in grandi sciami, sono invincibili tranne che alla luce del sole.
- Berserker: Queste bestie incredibilmente forti e veloci sono quasi cieche ma compensano il tutto con un ottimo udito ed un olfatto molto sviluppato.
- Corpser: Questa creatura assomiglia a un ragno, è dotato di molti arti che usa come scudo e come arma, il suo lavoro principale è scavare le grandi gallerie che le locuste usano per spostarsi nel sottosuolo.
- Reaver: È una grande creatura volante che trasporta sul dorso due locuste e un lanciamissili tranne quello di RAAM che ha una Troika.
- Generale RAAM: È il generale più forte dell'orda delle locuste, negli scontri è protetto dai Kryll, usa come arma il cannone di una Troika.

## Doppiaggio
| Personaggio               | Doppiatore originale | Doppiatore italiano |
| ------------------------- | -------------------- | ------------------- |
| Marcus Fenix              | John DiMaggio        | Dario Oppido        |
| Dominic "Dom" Santiago    | Carlos Ferro         | Matteo Zanotti      |
| Augustus Cole             | Lester Speight       | Luca Catanzaro      |
| Damon Baird               | Fred Tatasciore      | Oliviero Cappellini |
| Anya Stoud                | Nan McNamara         | Renata Bertolas     |
| Anthony Carmine           | Michael J. Gough     | Alessandro Lussiana |
| Minh Yung Kim             | Robin Atkin Downes   | Leonardo Gajo       |
| Regina Mirrah             | Carolyn Seymour      | Elisabetta Cesone   |
| Colonnello Victor Hoffman | Jamie Alcroft        | Raffaele Fallica    |
| Franklin Tsoko            | John DiMaggio        | Leonardo Gajo       |
| Chaps                     | Robin Atkin Downes   | Raffaele Fallica    |
| Generale RAAM             | Dee Bradley Baker    | Riccardo Rovatti    |